# Gare de Sélestat
Gare de Sélestat vasútállomás Franciaországban, Sélestat településen.

## Vasútvonalak
Az állomást az alábbi vasútvonalak érintik:
- Strasbourg–Bázel-vasútvonal
- Sélestat-Lesseux-Frapelle-vasútvonal

## Kapcsolódó állomások
A vasútállomáshoz az alábbi állomások vannak a legközelebb:
- Gare de Colmar
- Gare d’Ebersheim (Gare de Saverne)
- Gare de Scherwiller
- Gare de Saint-Hippolyte